# Узинитса
У́зинитса, также У́зиница (эст. Usinitsa), ранее также Сууры-Узинитса (эст. Suurõ-Usinitsa), Сууре-Узинитса (эст. Suure-Usinitsa), Сууре-Узенитса (эст. Suure-Usenitsa), Cууре-Узинитса (эст. Suure-Usinitsa), Сууре-Узинитсы (эст. Suure-Usenitsõ), Узенитса (эст. Usenitsa) — деревня в волости Сетомаа уезда Вырумаа, Эстония. Исторически относится к нулку Полода.
До административной реформы местных самоуправлений Эстонии 2017 года входила в состав волости Микитамяэ уезда Пылвамаа.

## География и описание
Расположена недалеко от границы Эстонии и России. Расстояние до уездного центра — города Выру — 33 километра, до волостного центра — посёлка Вярска — 7,5 километра. Высота над уровнем моря — 33 метра.
Рядом с деревней Узиница находится охранная зона серых цапель.
Климат переходный от морского к континентальному. Официальный язык — эстонский. Почтовый индекс — 64316.

## Население
По данным переписи населения 2021 года, в Узинитса насчитывалось 39 жителей, все — эстонцы.
По данным переписи населения 2011 года, в деревне проживали 49 человек, также все — эстонцы (сету в перечне национальностей выделены не были).
Численность населения деревни Узинитса по данным переписей населения СССР и Департамента статистики:
| Год  | 1959 | 1970 | 1979 | 1989 | 2000 | 2011 | 2017 | 2018 | 2019 | 2020 | 2021 |
| ---- | ---- | ---- | ---- | ---- | ---- | ---- | ---- | ---- | ---- | ---- | ---- |
| Чел. | 126  | ↘ 98 | ↘ 91 | ↘ 60 | ↘ 33 | ↗ 49 | → 49 | ↗ 50 | ↘ 44 | ↗ 45 | ↘ 39 |

## История
В письменных источниках 1585 года упоминается Узеницы, примерно 1790 года — б. узинца, 1882 года — Большія Узеницы, Узницы (деревня и отрез), 1903 года — Uusinitsa, Usinitsa, Узиницa, 1904 года — Suurõ-Usinitsa, Больші́е У́зницы, 1920 года — Suure-Usenitsõ, 1937 года — Usenitsa.
На военно-топографических картах Российской империи (1846–1880 годы), в состав которой входила Лифляндская губерния, обозначены рядом две деревни: Мал. Узеница и Бол. Узеница. В 1897 году упоминается название Узеницы.
В XIX веке деревня входила в общину Селизе и относилась к приходу Вярска.
Узинитса состоит из двух частей: Сууры-Узинитса (эст. Suurõ-Usinitsa (Большая Узиница) на восточной стороне и Вяйко-Узинитса (эст. Väiko-Usinitsa, Малая Узиница) или Поолакысты (эст. Poolakõstõ) на западной. Эти деревни были объединены после 1930-х годов. В 1977 году, в период кампании по укрупнению деревень, с деревней Узинитса была объединена деревня Котельники.

## Часовня Узинитса
В деревне находится часовня (на языке сету — цяссон) Узинитса. Построена в 1948 году, восстановлена в 1989 году.
Часовня посвящена Покрову Пресвятой Богородицы, праздник которой отмечается здесь 14 октября (по Юлианскому календарю — 1 октября).

## Происхождение топонима
Эстонские языковеды полагают, что название деревни вряд ли происходит от эстонского слова usin («усердный», «прилежный», «старательный»). В русском языке узен — змеиный горец, а узина — «перешеек», «узкое место». Так как деревня расположена на длинном хребте, последнее объяснение правдоподобно. Похожие топонимы есть в Украине: Узин, ранее Узениця.

## Комментарии
1. ↑  Эстонские топонимы, оканчивающиеся на -а, не склоняются и не имеют женского рода (исключение — Нарва)[11].